# Czeskie Siły Powietrzne
Siły Powietrzne Armii Republiki Czeskiej (cz. Vzdušné síly Armády České republiky) – wojska lotnicze, będące jednym z rodzajów Czeskich Sił Zbrojnych, powstałe w wyniku podzielenia lotnictwa Czechosłowacji (Československé letectvo) w 1993 roku. Zadaniem jest obrona granic i przestrzeni powietrznej. Zadanie realizuje się przez Natowski Zintegrowany System Obrony Przeciwlotniczej i Przeciwrakietowej. W czasie pokoju wspierane są systemy ratownictwa, likwidacja katastrof i klęsk żywiołowych, współpraca z innymi służbami mundurowymi oraz przewóz osób VIP. Będąc członkiem NATO i UE wydzielone są jednostki skierowane do operacji sojuszniczych w tym misji zagranicznych i ćwiczeń. 

## Historia
Tradycja czeskich sił powietrznych nawiązuje do Korpusu Lotniczego Armii Czechosłowackiej, który został sformowany 30 października 1918 roku. W roku przekazania części sprzętu dla Słowacji została znacznie zmniejszona liczba sprzętu i personelu. Jednostki powstałe to Mieszany Korpus Lotniczy, Dwie Dywizje Obrony Powietrznej, Lotniczy Pułk Szkolny, Lotniczy Pułk Transportowy. W okresie międzywojennym Czechosłowacja produkowała samoloty Bloch MB.200, myśliwskie Avia B-534 (424) i Bk-534 (113). Po drugiej wojnie światowej Czechosłowackie Siły Powietrzne były wyposażone w samoloty bojowe i szkolne: Supermarine Spitfire, Avia S-199, Jak-23, MiG-15, MiG-17, MiG-19, MiG-21, MiG-23, MiG-29, Su-7, Su-22, Su-25,L-29, L-39, transportowe i pasażerskie: Tu-154, Tu-134, An-12, An-26, An-30, L-411. Używano również bojowych śmigłowców Mi-24, wielozadaniowych Mi-2 oraz śmigłowców Mi-8 i Mi-17. Większość sprzętu radzieckiego zostało wycofane do końca XX wieku.
Po rozpadzie Czechosłowacji armia niepodległych Czech wypożyczyła w czerwcu 2004 roku szwedzkie samoloty JAS 39 Gripen, które obecnie stanowią główną siłę bojową lotnictwa. Dierżawa opiewała 14 samolotów z czego dwa z tej liczby miało być szkolne, a dwanaście bojowe. Wiązało się to ograniczonymi środkami finansowymi. Rozpoczynając służbę w kwietniu 2005 na tych maszynach Czeskie Siły Powietrzne były pierwszym zagranicznym użytkownikiem tych samolotów. W marcu 2014 roku przedłużono pierowtną dziesięciotletnią umowę najmu o kolejne 12 lat z możliwością kolejnego przedłużenia o kolejne dwa lata. Doszło również do modernizacji samolotów o środki bojowe pozwalające atakować cele naziemne, Zamontowano również system wymiany danych LVT-4 w stanardzie Link-16, nową awionikę MS20, radioację CM/CP 107E, transpondery z modami Mode-5 i Mode-S. W roku 2025 minie czas wykorzystania podstawowego uzbrojenia samolotów AIM-9M Sidewinder. Zostanie on zastąpiony IRIS-T.
Zakupiono również własne samoloty L-159 ALCA, które stanowiią uzupełnienie w liczbie 72 sztuk. Pozwoliło to utrzymać rodzimy przemysł lotniczy. W 2013 roku ze względu na zbyt dużą ich liczbę podjęto decyzję o ich redukcji do 19 sztuk. Część maszyn zostało zmagazynowanych i wystawione na sprzedaż. Sześć sztuk przebudowano na szkolne L-159T1. Ich główne zdolności to atak celów naziemnych. Po roku 2025 planowany jest remont generalny po przelocie 6000 godzin.
Ministerstwo Obrony Narodowej szkoli pilotów w zakresie pilotażu początkowego i zaawansowanego w Centrum Szkolenia Lotniczego. Siły Powietrzne prowadzą jedynie szkolenie bojowe i treningi operacyjne. Wykorzystywane do tego celu są samoloty L-39ZA Albatros w liczbie czterech i cztery L-159T1 ALCA.
Do przewozu osób VIP wykorzystywało się Tu-154 dla który w celu zastąpienia zakupiono dwa A319CJ, An-26 zastąpiły C-295M W dniu 2 września 2020 roku Czechy zakończyły eksploatacje samolotów pasażerskich Jak-40.Ceremonia ich pożegnania odbyła się na terenie 24. bazy lotnictwa transportowego na lotnisku Praga-Kbely.
Z powodu braku odpowiedniego środka transportu nie jest możliwy strategiczy transport wielkogabarytowy. Braki te są uzupełniane dzięki porozumieniom międzynardowym o samolotach transportowych - SALIS. 
1 lipca 1997 rok utworzone zostało Dowództwo Sił Powietrznych w Sztabie Generalnym, a po wstąpieniu do NATO 12 marca 1999 roku rozpoczął się proces formowania baz i eskadr lotniczych w miejsca zgrupowań i pułków. 1 grudnia 2003 roku siły lądowe i siły powietrzne zostały połączone. W ten sposób powstały Wspólne Siły Armii Republiki Czeskiej z wspólnym dowództwem, jednak z powodu kontrowersji związanych z finansowaniem takiej organizacji ponownie rozdzielono dowództwa 1 lipca 2013 roku. Zredukowano również stan liczebny, a jednostki rozwiązywano i relokowano w inne miejsca stacjonowania.
Dwadziesciajeden śmigłowców Mi-24W zakupiono w latach 1985-1989. Z powodu ich zużycia zostały wycofane z na początku XXI wieku z czego sprzedano sześć do Afganistanu, a siedem do Libii. W zamian za długi Rosja dostarczyła nowe Mi-171Sh i Mi-35, które przyjęto w październiku 2008 roku do służby, a w 2018 przeszły remont z modernizacją awioniki.
Czechy dysponują także polskimi śmigłowcami Sokół PZL W-3 i PZL Mi-2 z wymiany barterowej z Polską z 1995 roku. W zamian uzyskano myśliwce MiG-29, które zostały wycofane w czechach. Jeden z śmigłowców Sokół rozbił się 12 lutego 2001 roku. 
W lipcu 2019 czeski minister obrony Lubomír Metnar podpisał kontrakt na zakup dwóch samolotów transportowych Airbus C295 mają one zostać dostarczone w latach 2020–2021.

## Organizacja

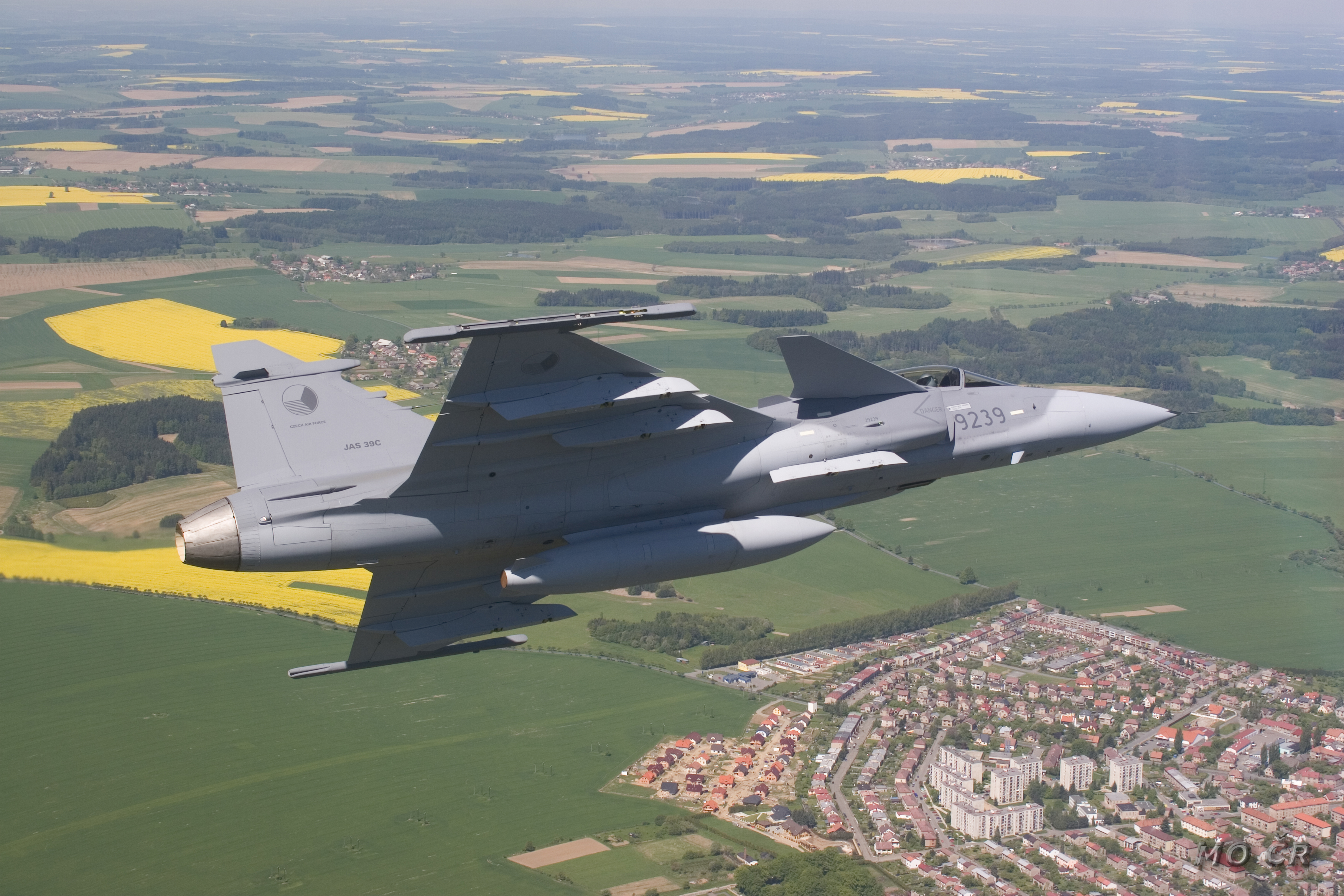
Saab Gripen w barwach Czeskich Sił Powietrznych

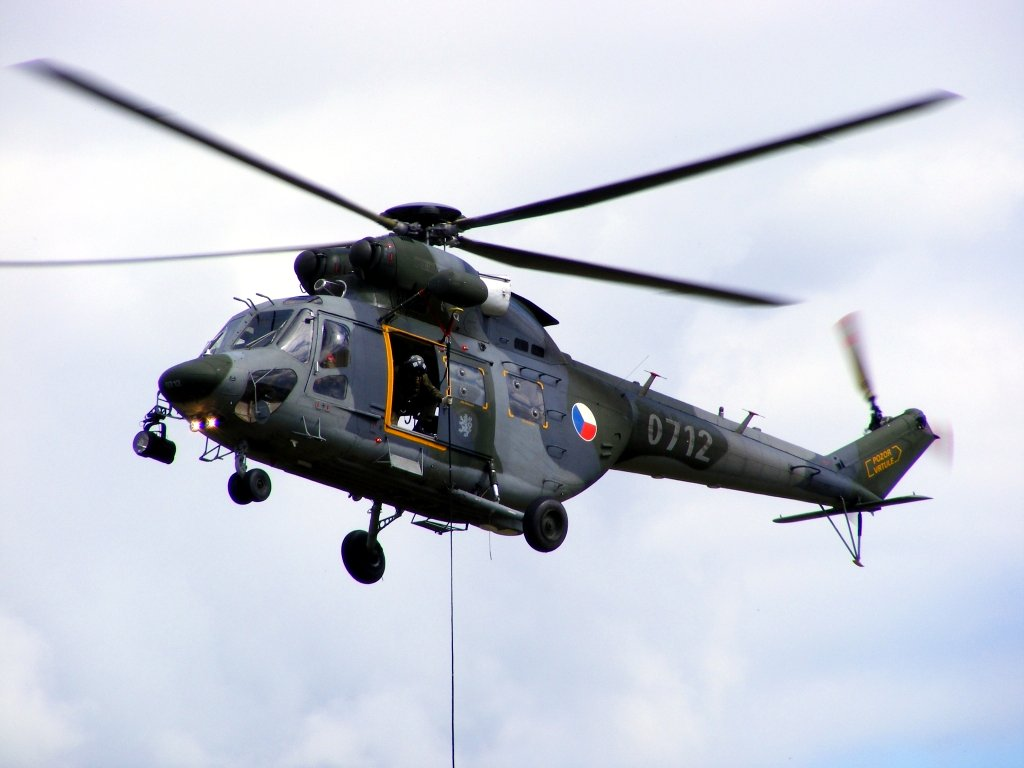
PZL W-3 Sokół

Na samym szczycie organizacji jest Dowództwo Sił Powietrznych. Jest ono częścią Sztabu Generalnego Armii Republiki Czeskiej. Podlega bezpośrednio Ministerstwu Obrony Republiki Czeskiej. Organizuje ono szkolenia, rozwój jednostek, przygotowanie personelu. W składzie dowództwa znajduje się: Sztab, Inspektorat Bezpieczeństwa Lotów, Wydział Planowania i Zarządzania, Wydział Wsparcia. Limity narzucone przez traktat CFE to 230 samolotów i 50 śmigłowców przy maksymalnej liczbie 4300 personelu. Na rok 2017 stan lotnictwa to 112 samolotów i śmigłowców. Bazy lotnicze dzielą się na trzy główne: Čáslav, Náměšť nad Oslavou, Praga–Kbely; pięć zapasowych: Bechynĕ, Chrudim, Pilzno-Líne, Prościejów i Przerów. 
- Dowództwo Sił Powietrznych – Praga
  - 21 Baza Lotnictwa Taktycznego Zvolenská – Čáslav
    - 211 Eskadra Lotnictwa Taktycznego – Jas-39C/D Gripen
    - 212 Eskadra Lotnictwa Taktycznego – L-159A ALCA, L-159T1/T2 ALCA
    - 213 Eskadra Szkolna – L-159A ALCA, L-159T1/T2 ALCA

  - 22 Baza Śmigłowcowa Biskajská. lznamest.army.cz. [zarchiwizowane z tego adresu (2014-09-15)]. – Náměšť nad Oslavou
    - 221 Eskadra Śmigłowcowa – AH-1Z, UH-1Y[11]
    - 222 Eskadra Śmigłowcowa  – Mi-17/171Sh

  - 24 Baza Lotnictwa Transportowego. zdl.army.cz. [zarchiwizowane z tego adresu (2019-01-04)]. – Praga–Kbely
    - 241 Eskadra Lotnictwa Transportowa – A319CJ
    - 242 Eskadra Lotnictwa Transportowego i Specjalnego – CASA C-295, L-410FG/UVP-E
    - 243 Eskadra Śmigłowicowa – Mil Mi-8S, Mi-17, W-3A
    - Grupa Poszukiwawczo-Ratownicza Plzeň – W-3A

  - 25 Pułk Rakietowej Obrony Powietrznej  – Strakonice
  - 26 Pułk Dowodzenia i Naprowadzania  – Stará Boleslav. bvrpz.army.cz. [zarchiwizowane z tego adresu (2007-08-10)].
  - Pardubice Airfield Authority

Centrum Szkolenia Lotniczego (CLV) Pardubice, EV-97, 8xZ-142C-AF, 7xL-39C, 9xEnstom 480B-G, L-410 UVP, 3xMi-17, od 2004 szkolenie prowadzi zewnętrzna firma.

## Stopnie Wojskowe
| Stopień Czeski                                                           | Odpowiednik Angielski              | Odpowiednik Polski                 |
| Generálové / General / Generałowie                                       | Generálové / General / Generałowie | Generálové / General / Generałowie |
| ------------------------------------------------------------------------ | ---------------------------------- | ---------------------------------- |
| Armádní Generál                                                          | General                            | Generał                            |
| Generálporučik                                                           | Lieutenant General                 | Generał Broni                      |
| Generálmajor                                                             | Major General                      | Generał Dywizji                    |
| Brigádni Generál                                                         | Brigadier General                  | Generał Brygady                    |
| Vyšší Důstojníci / Senior Officers / Oficerowie Starsi                   |                                    |                                    |
| Pulkovník                                                                | Colonel                            | Pułkownik                          |
| Podpulkovník                                                             | Lieutenant Colonel                 | Podpułkownik                       |
| Major                                                                    | Major                              | Major                              |
| Nižší Důstojníci / Lower Officers / Oficerowie Młodsi                    |                                    |                                    |
| Kapitán                                                                  | Captain                            | Kapitan                            |
| Nadporučík                                                               | First Lieutenant                   | Porucznik                          |
| Poručík                                                                  | Lieutenant                         | Podporucznik                       |
| Praporčíci / Non-commissioned Officers / Podficerowie Starci, Chorążowie |                                    |                                    |
| Štábní Praporčík                                                         | Chief Master Sergeant              | Starszy Chorąży                    |
| Nadpraporčík                                                             | Senior Master Sergeant             | Chorąży                            |
| Praporčík                                                                | Master Sergeant                    | Młodzy Chorąży                     |
| Nadrotmistr                                                              | Technical Sergeant                 | Starszy Sierżant                   |
| Rotmistr                                                                 | Staff Sergeant                     | Sierżant                           |
| Poddůstojníci / Junior non-commissioned Officers / Podoficerowie Młodsi  |                                    |                                    |
| Rotný                                                                    | Senior Airman                      | Plutonowy                          |
| Četař                                                                    | Airman First Class                 | Starszy Kapral                     |
| Desátnik                                                                 | Airman                             | Kapral                             |
| Mužstvo / Privates / Szeregowi                                           |                                    |                                    |
| Svobodník                                                                | Airman Basic                       | Starszy Szeregowy                  |
| Vojín                                                                    | Airman Basic                       | Szeregowy                          |

## Wyposażenie

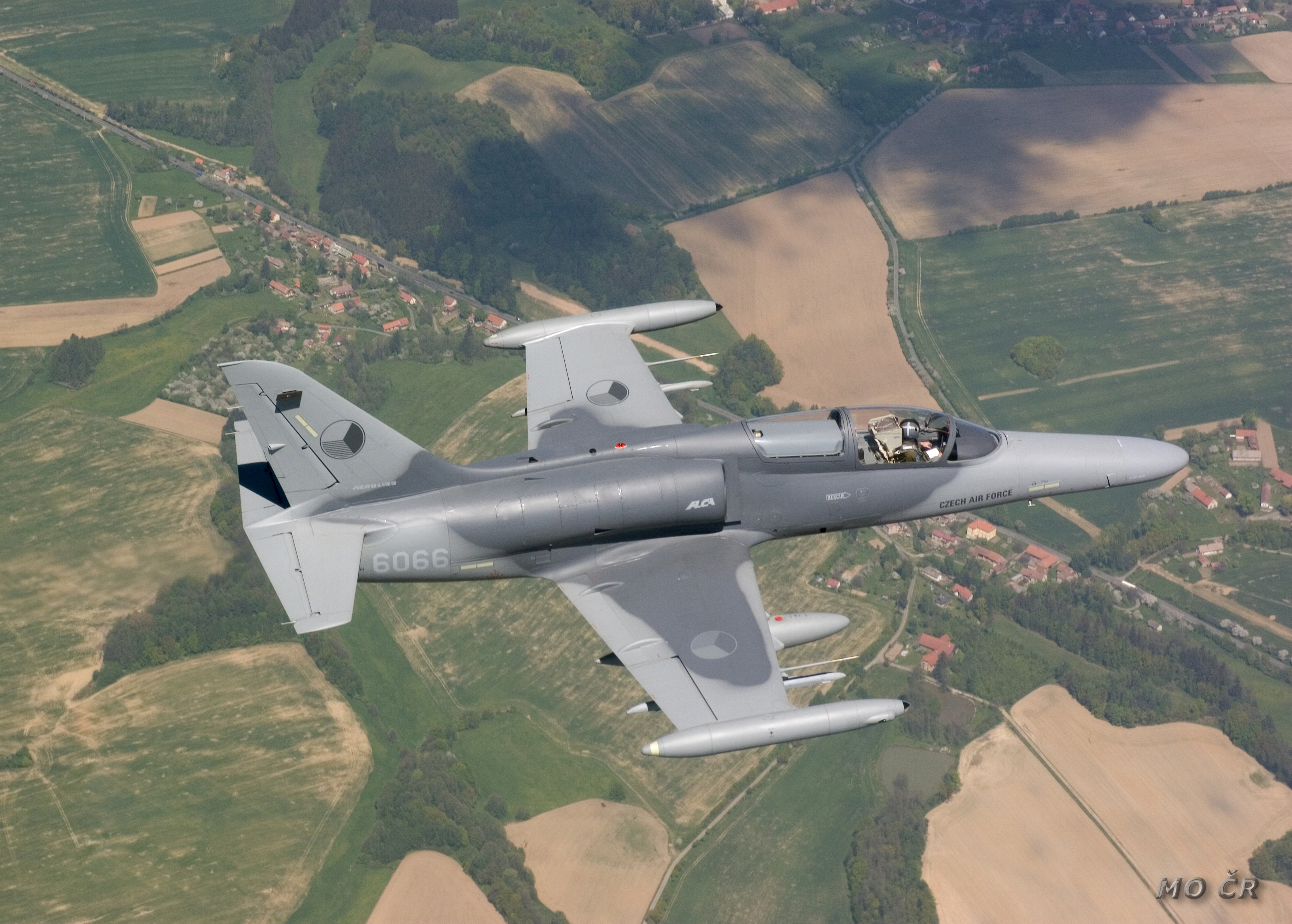
Aero L-159 ALCA

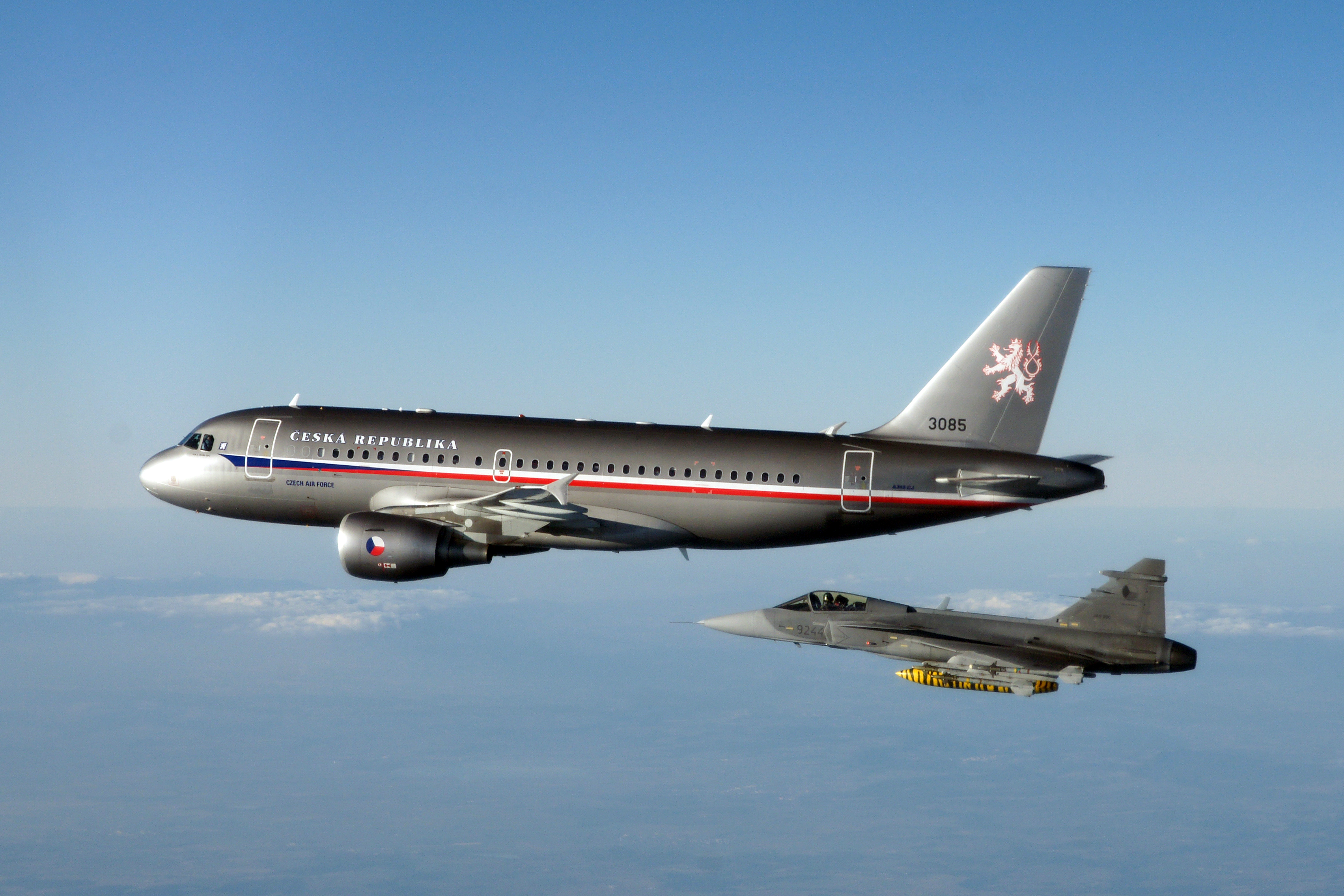
Airbus A319CJ oraz JAS 39 Grippen

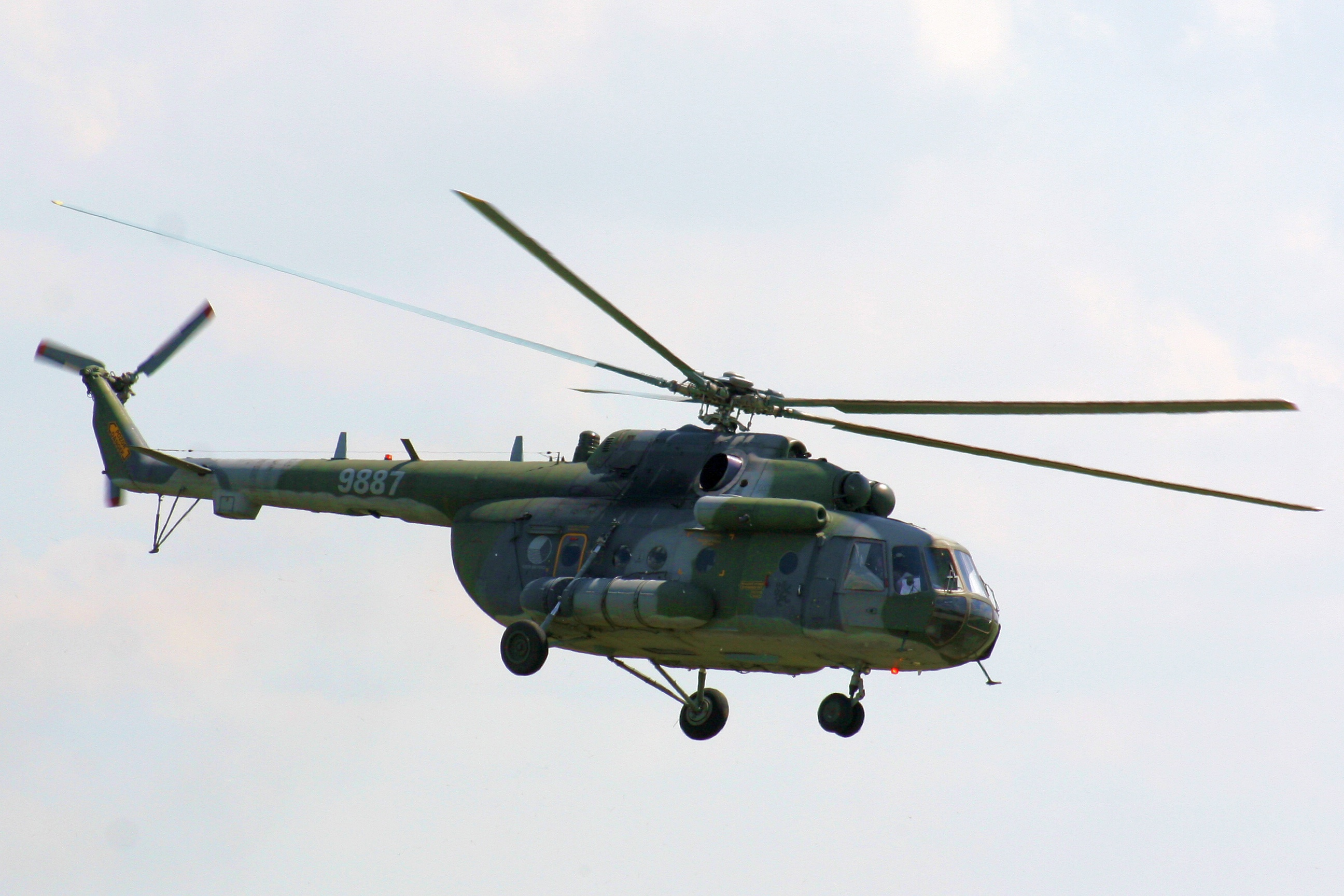
Mi-171Sh

| Samolot                         | Kraj pochodzenia    | Zdjęcie             | Typ                           | Wersje              | W służbie           | Uwagi               |
| Samoloty Myśliwskie             | Samoloty Myśliwskie | Samoloty Myśliwskie | Samoloty Myśliwskie           | Samoloty Myśliwskie | Samoloty Myśliwskie | Samoloty Myśliwskie |
| ------------------------------- | ------------------- | ------------------- | ----------------------------- | ------------------- | ------------------- | ------------------- |
| JAS 39 Gripen                   | Szwecja             |                     | samolot myśliwski             | JAS 39C             | 12                  |                     |
| Aero L-159                      | Czechy              |                     | treningowy bliskiego wsparcia | L-159A              | 16                  |                     |
| Specjalnego przeznaczenia       |                     |                     |                               |                     |                     |                     |
| Let-410                         | Czechy              |                     | rekonesans                    | L-410FG             | 2                   |                     |
| Samoloty transportowe           |                     |                     |                               |                     |                     |                     |
| CASA C-295                      | Hiszpania           |                     | transport                     | C-295M              | 6                   |                     |
| Let L-410                       | Czechy              |                     | transport                     | L-410UVP-E          | 4                   |                     |
| Samoloty szkoleniowe-treningowe |                     |                     |                               |                     |                     |                     |
| JAS 39 Gripen                   | Szwecja             |                     | trening bojowy                | JAS 39D             | 2                   |                     |
| Aero L-159                      | Czechy              |                     | treningowy                    | L-159T1             | 8                   |                     |
| Śmigłowce                       |                     |                     |                               |                     |                     |                     |
| Mi-8                            | ZSRR · Rosja        |                     | śmigłowiec transportowy       | Mi-17 Mi-171        | 21                  |                     |
| Bell AH-1Z Viper                | Stany Zjednoczone   |                     | śmigłowiec bojowy             | AH-1Z               | 4                   |                     |
| Bell UH-1Y Venom                | Stany Zjednoczone   |                     | śmigłowiec użytkowy           | UH-1Y               | 4                   |                     |
| PZL W-3 Sokół                   | Polska              |                     | śmigłowiec użytkowy           | PZL W-3A            | 10                  |                     |

### Wycofane
- Antonov An-24V
- Antonov An-26
- Tupolev Tu-154M Careless #1003 i #1016
- Aero L-29 Delfin
- Antonov An-30 Clank
- Mikojan-Gurewicz MiG-21 (1956-2006)
- Suchoj Su-22
- Suchoj Su-25
- Jak-40
- CL-601-3A
- Mi-24DU/V/Mi-35